# Berwyn (Galles)
Berwyn è un insediamento nel Denbighshire, contea del Galles. L'insediamento è situato a un chilometro a nord-ovest di Llangollen ed è adiacente al fiume Dee, nelle vicinanze delle Horseshoe Falls. Berwyn ha una stazione sulla ferrovia di Llangollen.
Nonostante il nome, non è particolarmente vicino alla collina Cadair Berwyn, il punto più alto della contea, né alla brughiera del Berwyn, essendo nella valle del Dee.